# Sané (1916)
Sané (Q106) – francuski oceaniczny okręt podwodny z czasów I wojny światowej i okresu międzywojennego, druga jednostka typu Dupuy de Lôme. Została zwodowana 27 stycznia 1916 roku w stoczni Arsenal de Toulon, a ukończono ją w sierpniu 1916 roku. Okręt służył w Marine nationale do 1935 roku.

## Projekt i budowa
„Sané” zamówiony został na podstawie programu rozbudowy floty francuskiej z 1913 roku. Okręt zaprojektował inż. Julien Hutter, powiększając rozmiary swojego poprzedniego projektu „Archimède” i dodając napęd parowy zastosowany w typie Gustave Zédé.
„Sané” zbudowany został w Arsenale w Tulonie. Stępkę okrętu położono w listopadzie 1913 roku, a zwodowany został 27 stycznia 1916 roku. Okręt otrzymał nazwę na cześć wybitnego francuskiego konstruktora okrętów z przełomu XVIII i XIX wieku, inż. Sané.

## Dane taktyczno–techniczne
„Sané” był dużym, oceanicznym okrętem podwodnym. Długość całkowita wynosiła 75 metrów, szerokość 6,4 metra i zanurzenie 3,6 metra. Wyporność w położeniu nawodnym wynosiła 833 ton, a w zanurzeniu 1287 ton. Okręt napędzany był na powierzchni przez dwie 3-cylindrowe maszyny parowe potrójnego rozprężania systemu Delaunay-Belleville o łącznej mocy 3500 koni mechanicznych (KM), do których parę dostarczały dwa trójwalczakowe kotły wodnorurkowe du Temple. Napęd podwodny zapewniały dwa silniki elektryczne Belfort o łącznej mocy 1640 KM. Dwuśrubowy układ napędowy pozwalał osiągnąć prędkość 17 węzłów na powierzchni i 11 węzłów w zanurzeniu. Zasięg wynosił 2350 Mm przy prędkości 10 węzłów w położeniu nawodnym oraz 120 Mm przy prędkości 5 węzłów pod wodą. Dopuszczalna głębokość zanurzenia wynosiła 50 metrów.
Okręt wyposażony był w osiem wyrzutni torped kalibru 450 mm (cztery wewnętrzne na dziobie, dwie na rufie i dwie zewnętrzne), z łącznym zapasem 10 torped oraz dwa pokładowe działa kal. 75 mm. Załoga okrętu składała się z 4 oficerów oraz 39 podoficerów i marynarzy.

## Przebieg służby

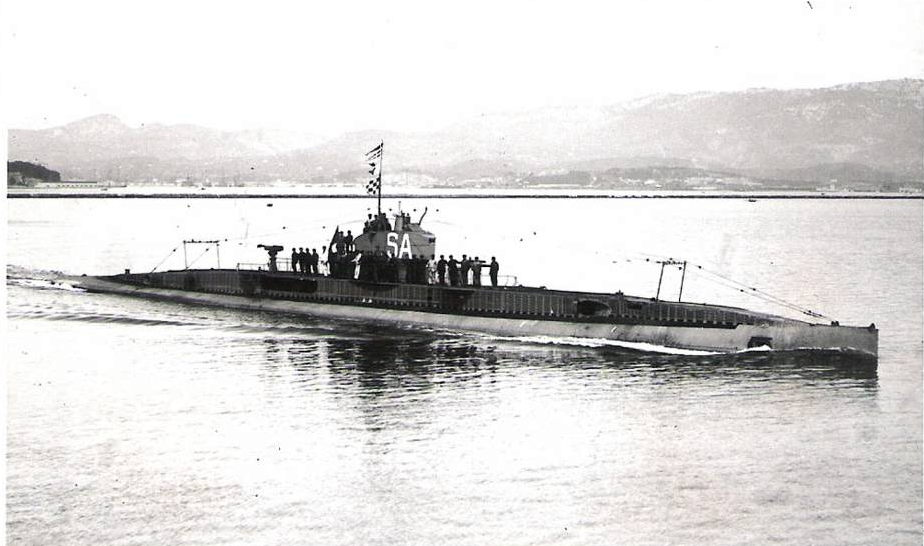
„Sané” po przebudowie, 1926 r.

Okręt został wcielony do służby w Marine nationale w sierpniu 1916 roku. Jednostka otrzymała numer taktyczny Q106. Od 1917 roku do końca wojny okręt operował w składzie Flotylli Marokańskiej, stacjonując w Gibraltarze.
Na początku lat 20. „Sané” poddano znaczącej przebudowie: zamiast maszyn parowych zamontowano silniki Diesla Körting o mocy 1200 KM każdy, pochodzące z ex-niemieckiego U-Boota, dzięki czemu znacznie zwiększył się zasięg jednostki; okręt otrzymał też nowy kiosk i mostek.
Po remoncie okręt pełnił służbę na Atlantyku do lipca 1935 roku, kiedy skreślony został z listy floty.